# Виллемстад

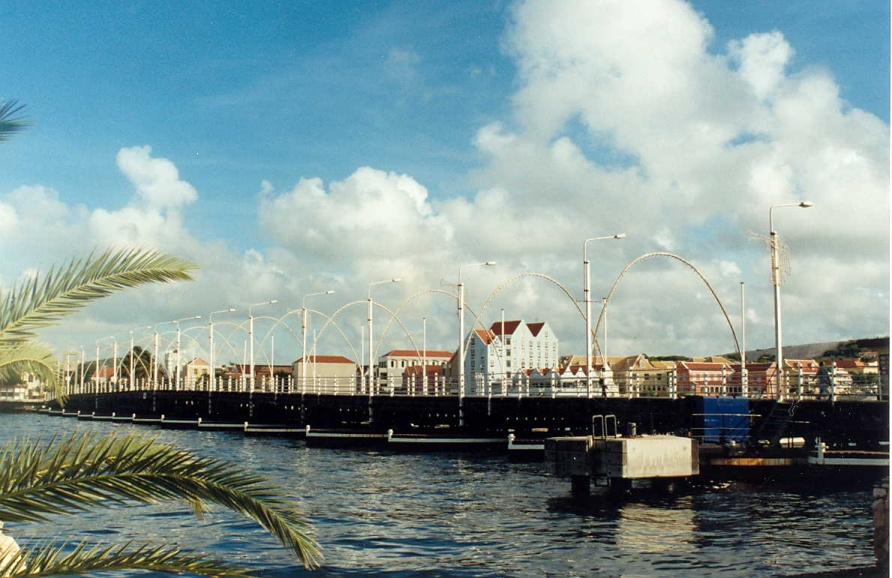
Наплавной мост в Виллемстаде

Ви́ллемстад (Виллемста́д) (нидерл. и папьям. Willemstad, англ. William Town) — крупнейший город и административный центр Кюрасао. Население 164 тыс. человек (2024).
Голландцы основали торговое поселение в естественной гавани карибского острова Кюрасао в 1634 году. В последующие столетия оно неуклонно росло и развивалось. Поскольку экономика острова процветала, это привлекло сюда множество нидерландских и еврейских торговцев, а вокруг оборонительных сооружений быстро вырос богатый купеческий город со множеством особняков и деловых кварталов.
Современный город включает несколько отдельных исторических районов, архитектура которых отражает не только европейские концепции градостроительства, но и стили, привнесённые из Нидерландов и тех испанских и португальских колониальных городов, с которыми Виллемстад был связан торговыми отношениями.
Разделённый узким и глубоким каналом Синт-Аннабай, или Схоттегат, центр города образует два главных района: Пунда на восточной стороне и Отробанда на западной. Береговая линия вдоль всей акватории залива застроена нидерландскими зданиями XVIII—XIX столетий и пышными особняками купеческих семейств, в которых в наши дни расположены многочисленные магазины, рестораны, музеи и кафе. Старые районы связаны двумя мостами: Конингин-Юлианабрюг (высота пролётов — 50 м, одно из крупнейших сооружений такого рода в группе Подветренных островов) и Конингин-Эммабрюг — наплавной пешеходный мост, специально сконструированный разводным для пропуска входящих в гавань судов. В самой гавани имеется плавучий рынок, собранный из барж и понтонов.
Севернее Пунда тянется старый еврейский район Схарло. Здесь находится вторая по старости синагога в западном полушарии — Микве-Исраэль-Эмануэль (середина XVII века), а также старое кладбище Бет-Хейм с небольшим историческим музеем во внутреннем дворе.
Форт-Амстердам (1635 год), с которого и началось развитие города, в наши дни по-прежнему охраняет вход в гавань, возвышаясь в самом центре исторических кварталов Виллемстада. Он являлся резиденцией правительства Нидерландских Антильских островов.
В городе имеется ряд музеев — музей Кюрасао, Морской музей, Музей церкви форта Амстердам, Еврейский культурный исторический музей, Музей Кура-Хуланда. В 1948 году между еврейской и арабской (ливанской) общинами города возник конфликт, который привёл к массовым беспорядкам, переросшим в настоящее побоище. В результате данного конфликта погиб один человек.
В 1997 году Внутренний город и гавань Виллемстада были внесены в Список всемирного наследия ЮНЕСКО.